# 杏
普通杏或杏，是李属李亚属植物，为最常见的栽培杏种；其果实又稱杏子、杏實、杏桃，其果肉、果仁均可食用。

## 起源
歐洲的杏是從亞美尼亞引進的，因此杏的學名种加词是亚美尼亚。但群体遗传学研究表明杏起源于中亚，在中亚和中国发生至少三次独立的驯化事件，而后传入其它地区。

## 形态特征
落叶乔木，高8—12（26—39英尺），樹幹直徑約40（16英寸）。阔卵形或圆卵形叶子，边缘有钝锯齿，長5—9（2.0—3.5英寸），寬4—8（1.6—3.1英寸）。近叶柄顶端有二腺体；淡红色花单生或2－3个同生；圆、长圆或扁圆形核果，果皮多为金黄色，向阳部有红晕和斑点；暗黄色果肉，味甜多汁；核面平滑没有斑孔，核缘厚而有沟纹。

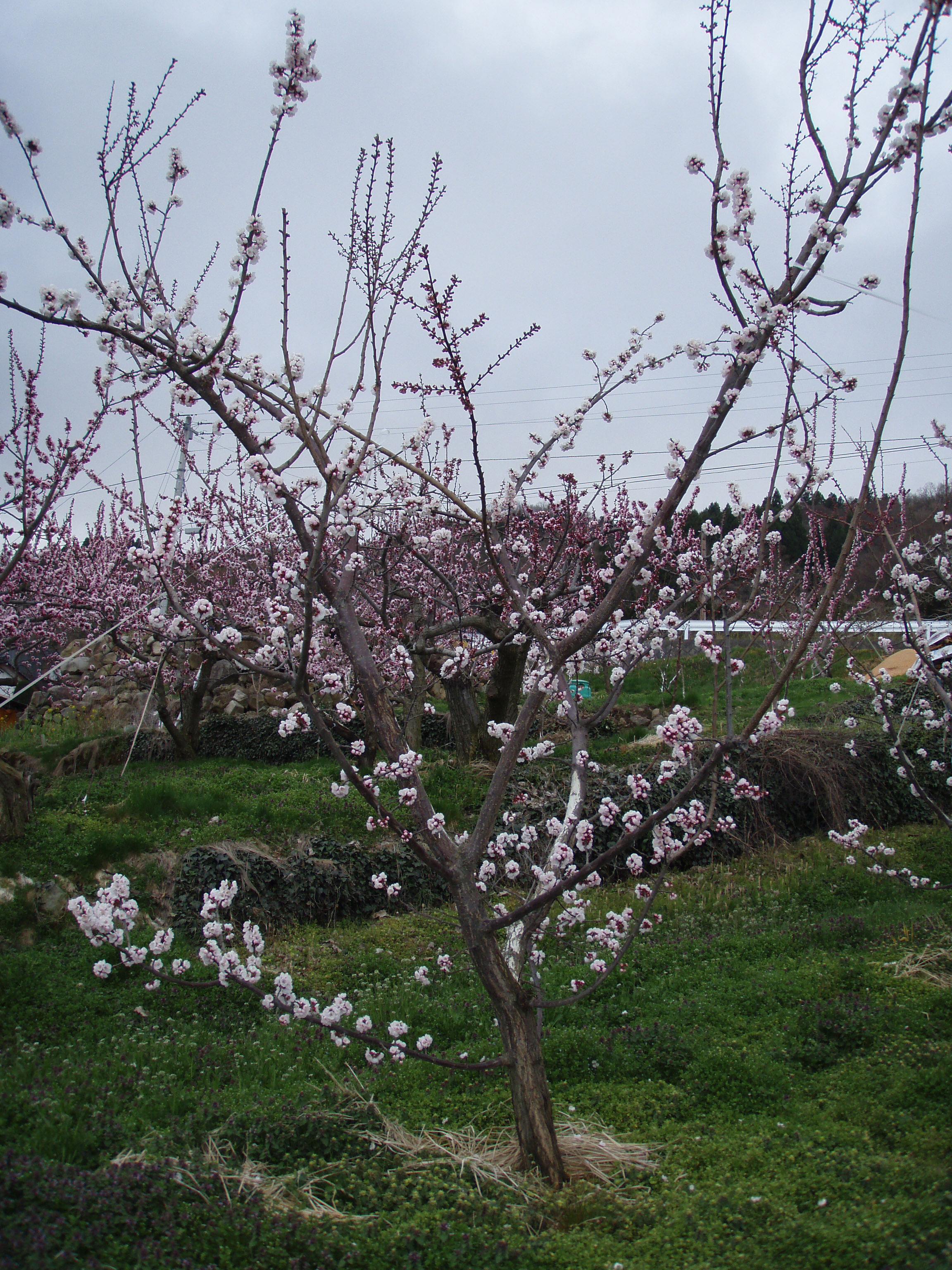
日本的一株開了花的杏樹
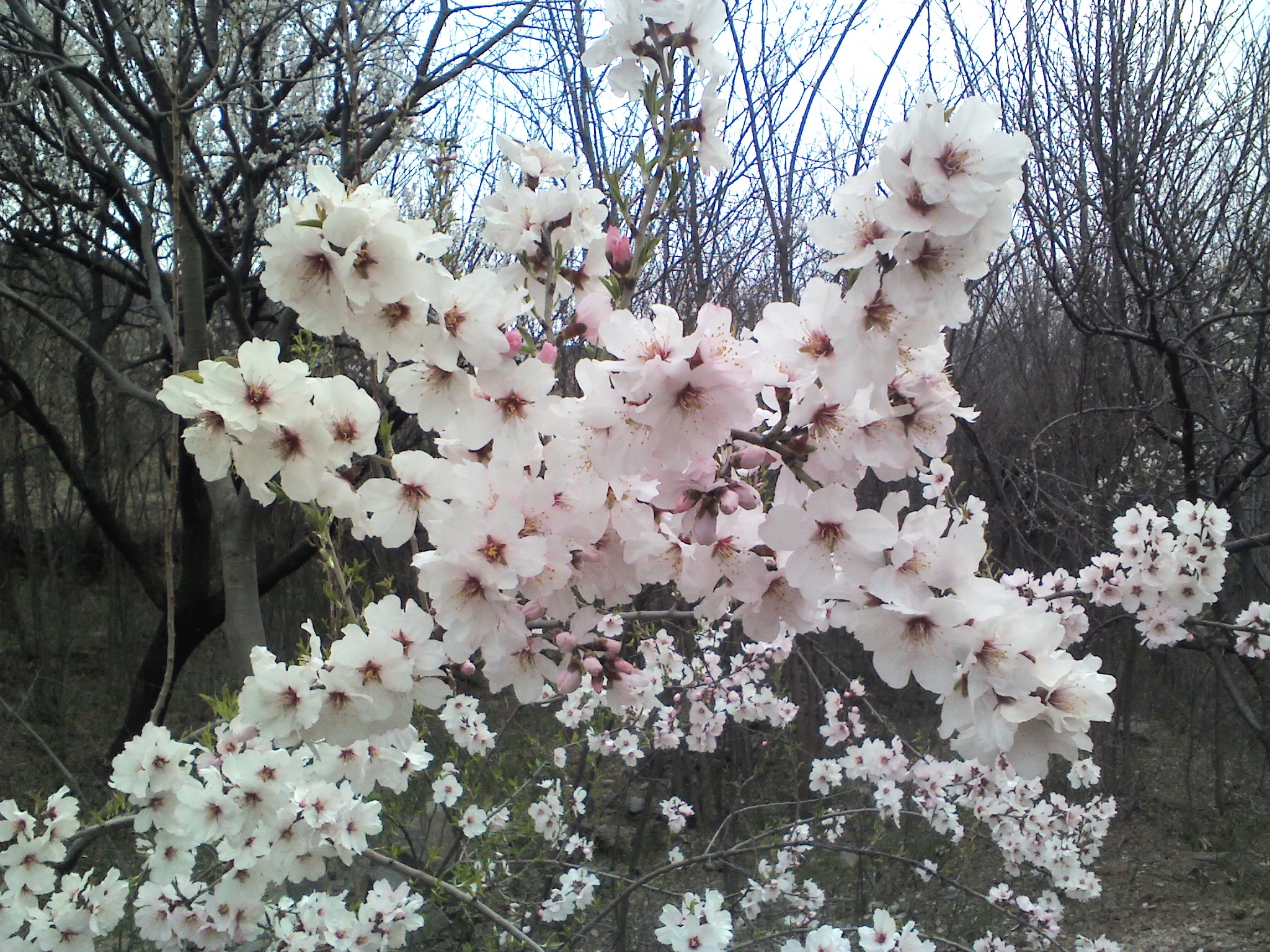
克什米爾的杏花
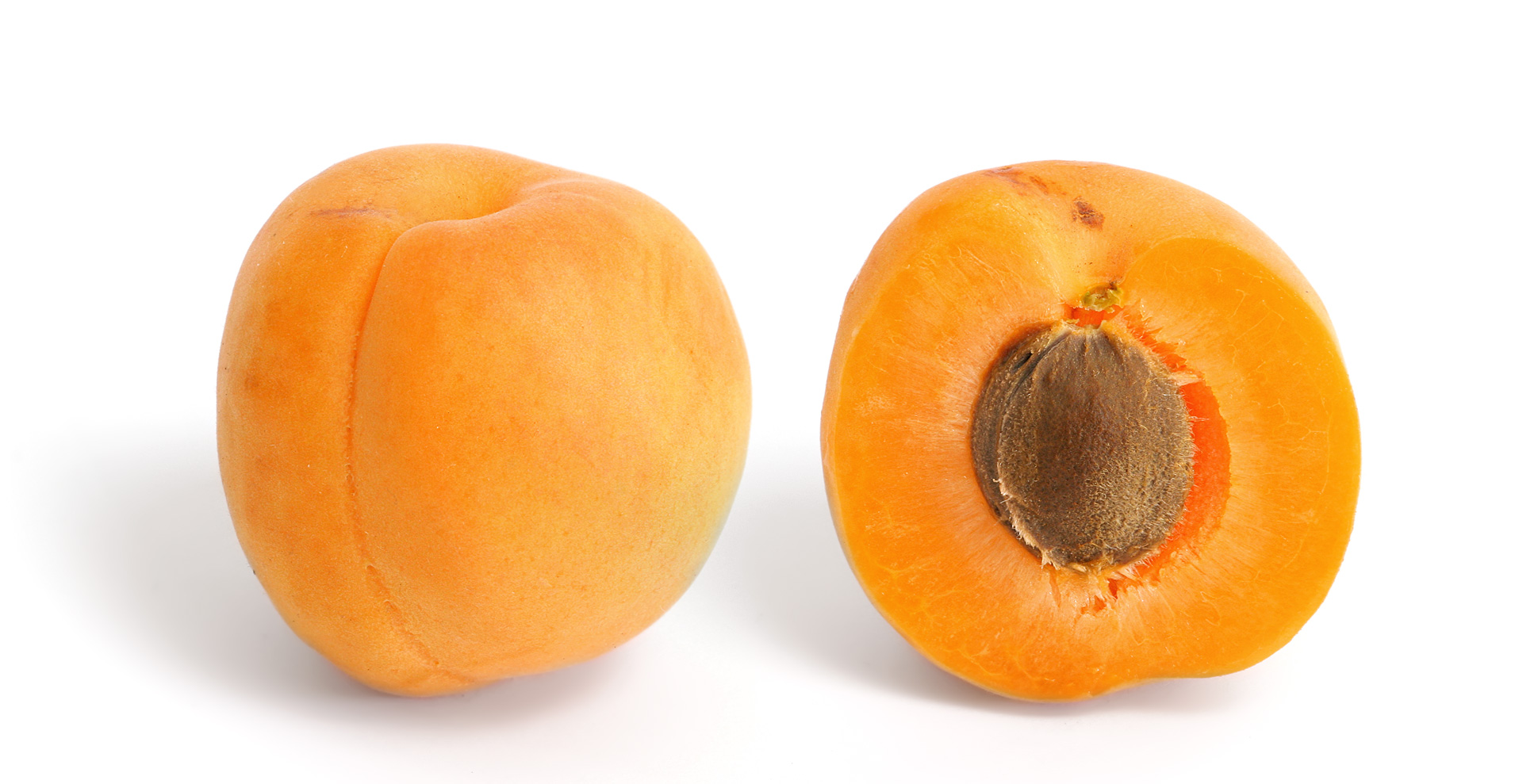
杏的果肉與核

## 栽培与使用
中医认为杏有润肺定喘、生津止渴之用。民谚云：“端午吃个杏，到老没有病”。但又忌諱多吃，有“桃養人、杏傷人、李子樹下埋死人”之說。《日华子本草》認為杏“热，有毒”。《本草衍义》也說：“小儿尤不可食，多食致疮痈及上膈热”。

## 文化
相传三国时东吴有位名医叫董奉，精通医道，有妙手回春之术，医德也高。他晚年为百姓治病不收诊费和药钱，但要求病人痊愈后必须到山上种植杏树，名为“康乐杏”。后来，杏林用来专指医术精良，医德高尚的医生。

## 延伸阅读
[在维基数据编辑]
 《欽定古今圖書集成·博物彙編·草木典·杏部》，出自陈梦雷《古今圖書集成》
 《植物名實圖考·杏》，出自吳其濬《植物名實圖考》